# Viererimpuls
Als Viererimpuls oder auch Energie-Impuls-Vektor eines Teilchens oder Systems bezeichnet man in der relativistischen Physik zusammenfassend seine Energie und seinen Impuls in Form eines Vierervektors, d. h. eines Vektors mit vier Komponenten (Energie und drei Raumrichtungen des Impulses). In Analogie zu „Raumzeit“ prägten Taylor und Wheeler für den Viererimpuls die Bezeichnung Impenergie (englisch momenergy).
Der Viererimpuls ist eine Erhaltungsgröße, d. h., er bleibt konstant, solange das Teilchen oder System keine Einwirkungen von außen erfährt.

## Energie-Impuls-Relation
In Maßeinheiten, in denen die Lichtgeschwindigkeit den dimensionslosen Wert {\displaystyle c=1} hat, ergibt sich für den Zusammenhang zwischen Energie {\displaystyle E} und Impuls {\displaystyle {\boldsymbol {p}}} eines Teilchens oder Systems der Masse {\displaystyle m} mit Geschwindigkeit {\displaystyle {\boldsymbol {v}}}:
{\displaystyle {\begin{pmatrix}E\\{\boldsymbol {p}}\end{pmatrix}}={\begin{pmatrix}\gamma \cdot m\\\gamma \cdot m\,{\boldsymbol {v}}\end{pmatrix}}},
wobei {\textstyle \gamma =1/{\sqrt {1-{\boldsymbol {v}}^{2}}}} der Lorentz-Faktor ist.

### Invariante Masse
Das Längenquadrat des Viererimpulses ist – unabhängig von der Geschwindigkeit – immer gleich dem Quadrat der Masse (und daher – wie jeder Skalar bzw. jedes Skalarprodukt von Vierervektoren – invariant unter Lorentztransformation):
{\displaystyle {\begin{pmatrix}E\\{\boldsymbol {p}}\end{pmatrix}}\cdot {\begin{pmatrix}E\\{\boldsymbol {p}}\end{pmatrix}}=E^{2}-{\boldsymbol {p}}^{2}=m^{2}}

### Massenschale
Diese für die relativistische Kinematik grundlegende Energie-Impuls-Beziehung bedeutet geometrisch, dass die möglichen Impulse {\displaystyle {\boldsymbol {p}}} von Teilchen der Masse {\displaystyle m} im vierdimensionalen Impulsraum aller {\displaystyle {\tbinom {E}{\boldsymbol {p}}}} auf der durch die Gleichung
{\displaystyle E^{2}-{\boldsymbol {p}}^{2}=m^{2}}
beschriebenen dreidimensionalen Hyperfläche (einem zweischaligen Hyperboloid) liegen, deren Asymptoten den Lichtkegel des Impulsraumes bilden. Weil ein Viererimpuls stets zukunftsgerichtet ist (d. h. im Inneren des Vorwärtslichtkegels liegt), kommt nur eine der beiden Schalen des Hyperboloids in Frage, und zwar die durch die Gleichung
{\displaystyle E={\sqrt {{\boldsymbol {p}}^{2}+m^{2}}}}
beschriebene so genannte Massenschale.
Für virtuelle Teilchen gilt {\textstyle m^{2}\neq E^{2}-{\boldsymbol {p}}^{2}}, wobei {\textstyle m} die Masse desselben Teilchens in reellem Zustand ist. Im Fachjargon sagt man: Sie „liegen nicht auf der Massenschale.“ oder: Sie sind nicht „on-shell“, sondern „off-shell“.

## Herleitung der Geschwindigkeitsabhängigkeit von Energie und Impuls
Wie die Energie und der Impuls eines Teilchens der Masse {\displaystyle m} von seiner Geschwindigkeit {\displaystyle \mathbf {v} \,(|\mathbf {v} |<c)} abhängen, ergibt sich in der Relativitätstheorie daraus, dass Energie und Impuls für jeden Beobachter additive Erhaltungsgrößen sind. Wir bezeichnen sie zusammenfassend mit {\displaystyle p}. Wenn einem Teilchen eine additive Erhaltungsgröße {\displaystyle p_{1}} zukommt und einem anderen Teilchen die Erhaltungsgröße {\displaystyle p_{2}}, dann kommt dem System beider Teilchen die Erhaltungsgröße {\displaystyle p=p_{1}+p_{2}} zu. 
Auch ein bewegter Beobachter stellt bei beiden Teilchen Erhaltungsgrößen {\displaystyle p_{1}^{\prime }} und {\displaystyle p_{2}^{\prime }} fest, allerdings haben sie nicht unbedingt dieselben, sondern transformierte Werte. Es muss aber gelten, dass die Summe dieser Werte das Transformierte der Summe ist:
{\displaystyle p_{1}^{\prime }+p_{2}^{\prime }=(p_{1}+p_{2})^{\prime }}
Ebenso kommt (für alle Zahlen {\displaystyle a}) einem vervielfachten System mit Erhaltungsgröße {\displaystyle a\,p} für den bewegten Beobachter die vervielfachte Erhaltungsgröße
{\displaystyle (a\,p)^{\prime }=a\,p^{\prime }}
zu. Das besagt mathematisch, dass die Erhaltungsgrößen, die ein bewegter Beobachter misst, durch eine lineare Transformation {\displaystyle L}
{\displaystyle p^{\prime }=Lp}
mit den Erhaltungsgrößen des ruhenden Beobachters zusammenhängen. 
Die lineare Transformation ist dadurch eingeschränkt, dass solch eine Gleichung für jedes Paar von Beobachtern gelten muss, wobei die Bezugssysteme der Beobachter durch Lorentztransformationen {\displaystyle \Lambda } und Verschiebungen auseinander hervorgehen. Hängen die Bezugssysteme vom ersten und zweiten Beobachter durch {\displaystyle \Lambda _{1}} und vom zweiten zu einem dritten durch {\displaystyle \Lambda _{2}} zusammen, dann hängt das Bezugssystem vom ersten mit dem dritten durch
{\displaystyle \Lambda _{2}\circ \Lambda _{1}} zusammen. Genauso müssen die zugehörigen Transformationen der Erhaltungsgrößen
{\displaystyle L(\Lambda _{2})\circ L(\Lambda _{1})=L(\Lambda _{2}\circ \Lambda _{1})}
erfüllen. 
Im einfachsten Fall ist {\displaystyle L(\Lambda )=\Lambda }. Da Lorentztransformationen {\displaystyle 4\times 4}-Matrizen sind, betrifft also das einfachste, nichttriviale Transformationsgesetz, bei dem nicht einfach {\displaystyle p^{\prime }=p} gilt, vier Erhaltungsgrößen {\displaystyle p}, die wie die Raumzeitkoordinaten als Vierervektor transformieren:
{\displaystyle p^{\prime }=\Lambda p}
Im Vorgriff auf das Ergebnis unserer Betrachtung nennen wir diesen Vierervektor den Viererimpuls.
Insbesondere ändert sich ein ruhendes Teilchen nicht bei Drehungen. Daher ändern sich auch nicht diejenigen Komponenten seines Viererimpulses {\displaystyle p}, die wie ein dreidimensionaler Ortsvektor bei Drehungen in einen gedrehten Vektor übergehen. Der einzige solche Vektor ist aber der Nullvektor. Also hat der Viererimpuls {\displaystyle p} eines ruhenden Teilchens einen Wert
{\displaystyle p_{\text{Ruhe}}={\begin{pmatrix}m\\0\\0\\0\end{pmatrix}}}
Die Bezeichnung {\displaystyle m} ist im Vorgriff auf das spätere Ergebnis gewählt, steht hier aber zunächst für irgendeinen Wert. 
Für einen entlang der {\displaystyle x}-Achse bewegten Beobachter hat das Teilchen eine Geschwindigkeit {\displaystyle v} und einen lorentztransformierten Viererimpuls (wir rechnen einfachheitshalber in Maßsystemen mit {\displaystyle c=1}):
{\displaystyle {\begin{pmatrix}{\frac {1}{\sqrt {1-v^{2}}}}&{\frac {v}{\sqrt {1-v^{2}}}}&&\\{\frac {v}{\sqrt {1-v^{2}}}}&{\frac {1}{\sqrt {1-v^{2}}}}&&\\&&1&\\&&&1\\\end{pmatrix}}{\begin{pmatrix}m\\0\\0\\0\end{pmatrix}}={\begin{pmatrix}{\frac {m}{\sqrt {1-v^{2}}}}\\{\frac {m\,v}{\sqrt {1-v^{2}}}}\\0\\0\end{pmatrix}}}
Entwickelt man die vier Erhaltungsgrößen nach der Geschwindigkeit:
{\displaystyle {\begin{pmatrix}{\frac {m}{\sqrt {1-v^{2}}}}\\{\frac {m\,v}{\sqrt {1-v^{2}}}}\\0\\0\end{pmatrix}}={\begin{pmatrix}m+{\frac {1}{2}}\,mv^{2}+\dots \\m\,v+\dots \\0\\0\end{pmatrix}}}
und vergleicht man mit Newtons Mechanik, so enthüllt sich die physikalische Bedeutung der Komponenten des Viererimpulses: die erste Komponente ist die Energie und die drei Komponenten, die sich bei Drehungen wie ein Ortsvektor ändern, sind der Impuls:
{\displaystyle p={\begin{pmatrix}{\text{Energie}}\\{\text{Impuls}}\end{pmatrix}}}
So wie in Newtons Mechanik nennt man den geschwindigkeitsunabhängigen Parameter {\displaystyle m} in der Relation, die den Impuls eines Teilchens als Funktion seiner Geschwindigkeit angibt, die Masse. Sie muss allen Beobachtungen nach positiv sein.

## Betrachtung in SI-Einheiten
Die im ersten Abschnitt angegebene Gleichung für den Viererimpuls gilt so nur, wenn die Lichtgeschwindigkeit den dimensionslosen Wert {\displaystyle c=1} hat. In anderen Maßsystemen ist der Faktor {\displaystyle c} so einzufügen:
{\displaystyle {\begin{pmatrix}{\frac {E}{c}}\\{\boldsymbol {p}}\end{pmatrix}}={\begin{pmatrix}{\frac {mc}{\sqrt {1-{\frac {v^{2}}{c^{2}}}}}}\\{\frac {m\,{\boldsymbol {v}}}{\sqrt {1-{\frac {v^{2}}{c^{2}}}}}}\end{pmatrix}}}
Daher ist die Energie:
{\displaystyle E({\boldsymbol {v}})={\frac {m\,c^{2}}{\sqrt {1-{\frac {{\boldsymbol {v}}^{2}}{c^{2}}}}}}=\gamma (v)\cdot m\,{c^{2}}}
mit dem Lorentzfaktor {\displaystyle \gamma \geq 1.}
Sie ist nach unten beschränkt durch die Ruheenergie:
{\displaystyle E({\boldsymbol {v}})\geq E_{\text{Ruhe}}=E({\boldsymbol {v}}=0)=m\,c^{2}}
Der relativistische Impuls ist:
{\displaystyle {\boldsymbol {p}}({\boldsymbol {v}})={\frac {m\,{\boldsymbol {v}}}{\sqrt {1-{\frac {{\boldsymbol {v}}^{2}}{c^{2}}}}}}=\gamma (v)\cdot m{\boldsymbol {v}}}
Die relativistische Energie-Impuls-Beziehung ergibt sich aus dem Quadrat der Energie:
{\displaystyle {\begin{aligned}E^{2}&=\gamma ^{2}\cdot (mc^{2})^{2}\\&=(1-{\boldsymbol {\beta }}^{2}+{\boldsymbol {\beta }}^{2})\cdot \gamma ^{2}\cdot (mc^{2})^{2}\\&=\underbrace {(1-{\boldsymbol {\beta }}^{2})\cdot \gamma ^{2}} _{=\,1}\cdot (mc^{2})^{2}+\gamma ^{2}\cdot m^{2}\cdot \underbrace {{\boldsymbol {\beta }}^{2}c^{4}} _{=\,{\boldsymbol {v}}^{2}c^{2}}\\&=(mc^{2})^{2}+{\boldsymbol {p}}^{2}c^{2}\end{aligned}}}
mit der Zuordnung
{\displaystyle {\boldsymbol {\beta }}={\boldsymbol {v}}/c.}
Spaltet man die Masse vom Viererimpuls ab, so verbleibt die Vierergeschwindigkeit {\displaystyle u}:
{\displaystyle {\boldsymbol {p}}=m\,{\boldsymbol {u}}}
Sie ist die Ableitung der Weltlinie {\displaystyle {\tilde {\boldsymbol {x}}}(\tau )=(ct(\tau ),x(\tau ),y(\tau ),z(\tau ))}, die das Teilchen durchläuft, nach seiner Eigenzeit {\displaystyle \tau }:
{\displaystyle {\boldsymbol {u}}={\frac {\mathrm {d} {\tilde {\boldsymbol {x}}}}{\mathrm {d} \tau }}={\begin{pmatrix}{\frac {c}{\sqrt {1-{\frac {{\boldsymbol {v}}^{2}}{c^{2}}}}}}\\{\frac {\boldsymbol {v}}{\sqrt {1-{\frac {{\boldsymbol {v}}^{2}}{c^{2}}}}}}\end{pmatrix}}}
d. h., die Vierergeschwindigkeit ist der normierte Tangentialvektor an der Weltlinie:
{\displaystyle (u^{0})^{2}-{\boldsymbol {u}}^{2}=c^{2}}
Das Differential {\displaystyle \mathrm {d} \tau } der Eigenzeit ist – im Gegensatz zu {\displaystyle \mathrm {d} t} – eine skalare Größe und ergibt den Nenner {\displaystyle {\sqrt {1-{{\boldsymbol {v}}^{2}/c^{2}}}}}.

## Anwendung: Bewegungsgleichung und der Kraft/Leistung-Vierervektor
Im mitbewegten System ist {\displaystyle {\boldsymbol {v}}=0} und bleibt Null, solange keine Kraft einwirkt. Falls jedoch während einer Zeit {\displaystyle \delta \tau } eine Kraft {\displaystyle {\boldsymbol {K}}} ausgeübt und gleichzeitig eine externe Leistung {\displaystyle L} zugeführt wird, erhöhen sich sowohl die Geschwindigkeit als auch die Energie des Teilchens (im selben Bezugssystem wie zuvor!). Durch den Kraftstoß und die Leistungszufuhr gilt dann als Bewegungsgleichung:
{\displaystyle \delta \,{\boldsymbol {p}}=\delta (m\,{\boldsymbol {u}})={\begin{pmatrix}{\frac {L}{c}}\\{\boldsymbol {K}}\end{pmatrix}}\delta \tau }
Die rechte Seite dieser Gleichung definiert den Kraft-Leistung-Vierervektor. Es wird also u. a. die Ruheenergie des Systems erhöht von {\displaystyle mc^{2}} auf {\displaystyle mc^{2}+L\delta \tau }, d. h., die Masse wird leicht erhöht; vgl. Äquivalenz von Masse und Energie. Gleichzeitig wird durch den Kraftstoß die Geschwindigkeit – und somit die kinetische Energie – erhöht. Dabei wird vorausgesetzt, dass die von Null ausgehende Geschwindigkeit nach der Erhöhung immer noch klein gegenüber der Lichtgeschwindigkeit bleibt, sodass im mitbewegten System die Newtonsche Physik gültig ist.